# Моята библиотека
„Моята библиотека“, наречена още „Читанка“, е българска електронна уеб библиотека за книги, издадени на български език.
Библиотеката е създадена в края на 2005 г. и има за цел да осигури достъп до литература на български език от всяка точка на света чрез интернет връзка. Сайтът е „един от първите в България, който даваше достъп на незрящи хора до книги“. С образователна цел са оформени списъци на четивата, свързани с учебните програми по български език и литература в системата на МОН.
За основа за създаването на библиотечния фонд стават електронните библиотеки на Александър Минковски и на Мандор. Развитието им се извършва от немного широк кръг доброволци, които сканират, обработват, проверяват текста за грешки и подготвят за публикуване отделните книги. Работата си извършват самостоятелно или в съдействие с други доброволци.
Събраната техника и поддръжката ѝ на сървърите на уебсайта се извършва на доброволни начала и с участието на спонсори.
Използването на библиотеката е свободно и не се заплаща от потребителите.
Публикуваните материали са авторска собственост на създателите им – писатели, поети, илюстратори, издатели и др. Сайтът „Моята библиотека“ не допуска публикуване на издания, преди да са изминали най-малко 5 календарни години от годината на първото им издаване в България. Търси се връзка с всички живи български автори за получаване на изрично разрешение да се публикуват творбите им.
Книгите са във файловите формати fb2.zip, epub, txt.zip и sfb.zip.
Връзка към „Моята библиотека“ е публикувана в списъка „Връзки към сайтове за електронни книги“ на сайта readerbg, като този линк е бил наличен през 2013 г. На официалния сайт по проекта „Глобални библиотеки“ препратката е със заглавие „Сайтове с възможност за четене на електронни книги“.

## Противоречия
Сайтът от създаването си е обект на атаки от страна на българските издателства и техните организации като „Асоциация българска книга“. Противниците на сайта заемат позиция, че има нарушаване на авторските права поради възможността за свободен достъп до текста на произведенията.
През 2020 година един от собствениците на иззет десет години преди това сървър осъжда България в Европейския съд по правата на човека. Съдът в Страсбург установява, че няма нарушаване на Закона за авторското право и сродните му права. Основанието е, че Законът разрешава „възпроизвеждането на вече публикувани произведения от общодостъпни библиотеки, учебни или други образователни заведения, музеи и архивни учреждения, с учебна цел или с цел съхраняване на произведението, ако това не служи за търговски цели“.